# Вайсблат, Соломон Наумович
Соломо́н Нау́мович Ва́йсблат (14 января 1888, Малин, теперь город Житомирской области — 10 июня 1965, Киев) — украинский учёный-медик в области стоматологии и челюстно-лицевой хирургии. Доктор медицинских наук, профессор, заслуженный деятель науки УССР (1947).

## Биографические сведения
Родился в многодетной семье киевского Главного раввина Нухима Янкелевича Вайсблата (1864—1925). Брат искусствоведа и переводчика Владимира Вайсблата и художника Иосифа Вайсблата, племянник главного раввина Житомира (1922—1930) Мордуха-Бера (Мордхе) Янкелевича Вайсблата (1872—1930).
В 1922 году окончил Киевский медицинский институт.
С 1927 г. — заведующий первого челюстно-лицевого отделения на Украине (Киев).
1929—1932 — заведующий кафедрой челюстно-лицевой хирургии Киевского института усовершенствования врачей.
1932—1953 — заведующий кафедрой хирургической стоматологии Киевского стоматологического института. Одновременно в 1938—1941 годах — декан стоматологического факультета, заместитель директора по научной работе.
1938—1953 — главный стоматолог Министерства здравоохранения УССР.
Похоронен в Киеве на Байковом кладбище.

## Научные достижения
Впервые в СССР разработал рациональные методы обезболивания в стоматологии и изучал проблемы лечения ротового сепсиса.
Научные работы посвящены вопросам одонтогенных остеомиелитов, челюстно-лицевых травм и стоматологической онкологии.
Дочь — иммунолог, доктор медицинских наук Любовь Соломоновна Когосова.